# Bin Jawad
Ben Jawad (tiếng Ả Rập: بن جواد Bin Ğawād), cũng được chuyển tự thành Bin Jawwād, Bin Quwad, Qaryat Wadi Bin Quwwad hoặc Qaryat Wādī Bin Quwwād, là một đô thị với khoảng 8.488 cư dân tại quận Surt của Libya. Đô thị này nằm ở khoảng giữa quãng đường từ Benghazi đến Misrata. Điểm định cư gần nhất là An Nawfaliyah cách 20 km về phía tây và cảng As Sidr cách khoảng 30 km vè phía đông nam của Ben Jawad.